# Кам'янець-Подільський коледж харчової промисловості Національного університету харчових технологій
ВСП «Кам'яне́ць-Поді́льський фаховий ко́ледж харчово́ї промисло́вості Націона́льного універси́тету харчови́х техноло́гій»  — навчальний заклад у Кам'янці-Подільському.

## Історія
Засновано, згідно із наказом Наркомату харчової промисловості від 4 липня 1944 року, як Київський технікум харчової промисловості. Розпочав роботу 2 жовтня 1944 року.
Постановою Ради Міністрів СРСР від 14 вересня 1961 року переведено з Києва до Кам'янця-Подільського. Надано приміщення колишнього гуртожитку індустріального технікуму (в 19 столітті тут був монастир візиток). 11 жовтня в технікумі розпочалися заняття. Основний контингент студентів прибув із Києва.
У технікумі вели підготовку студентів за такими спеціальностями: технологія консервування, технологія цукристих речовин, хлібопекарське і кондитерське виробництво, бухгалтерський облік, механізація обліку і обчислювальних робіт.
23 червня 1993 року технікум перетворено на коледж.
2001 року в навчальному корпусі коледжу відкрито навчально-консультаційний центр Національного університету харчових технологій (НУХТ; від 2007 року — Кам'янець-Подільський заочний факультет НУХТ). Випускники коледжу (бакалаври та молодші спеціалісти) продовжують навчання на заочному факультеті НУХТ.
Від 2005 року — Кам'янець-Подільський коледж харчової промисловості Національного університету харчових технологій.
З початку існування коледжу директорами були:
- 1961-1964 р.р. — Олександр Федорович Лубнін;
- 1964-1973 р.р. — Максим Маркович Воловик,
- 1973-1983 р.р. — Георгій Онисимович Станіславський,
- 1983-2017 р.р. — Григорій Михайлович Решетюк.
- від 31 березня 2017— Віктор Михайлович Федорів.
- від 27 грудня 2018 року і до теперішнього часу Едуард Олександрович Зваричук

Серед викладачів — заслужений вчитель УРСР (1972) Ольга Арсентіївна Босенко.
Серед випускників:
- Надія Підскоцька — заслужений працівник соціальної сфери України (2008);
- Ніна Фіалко — українська письменниця.